# 프로메테우스

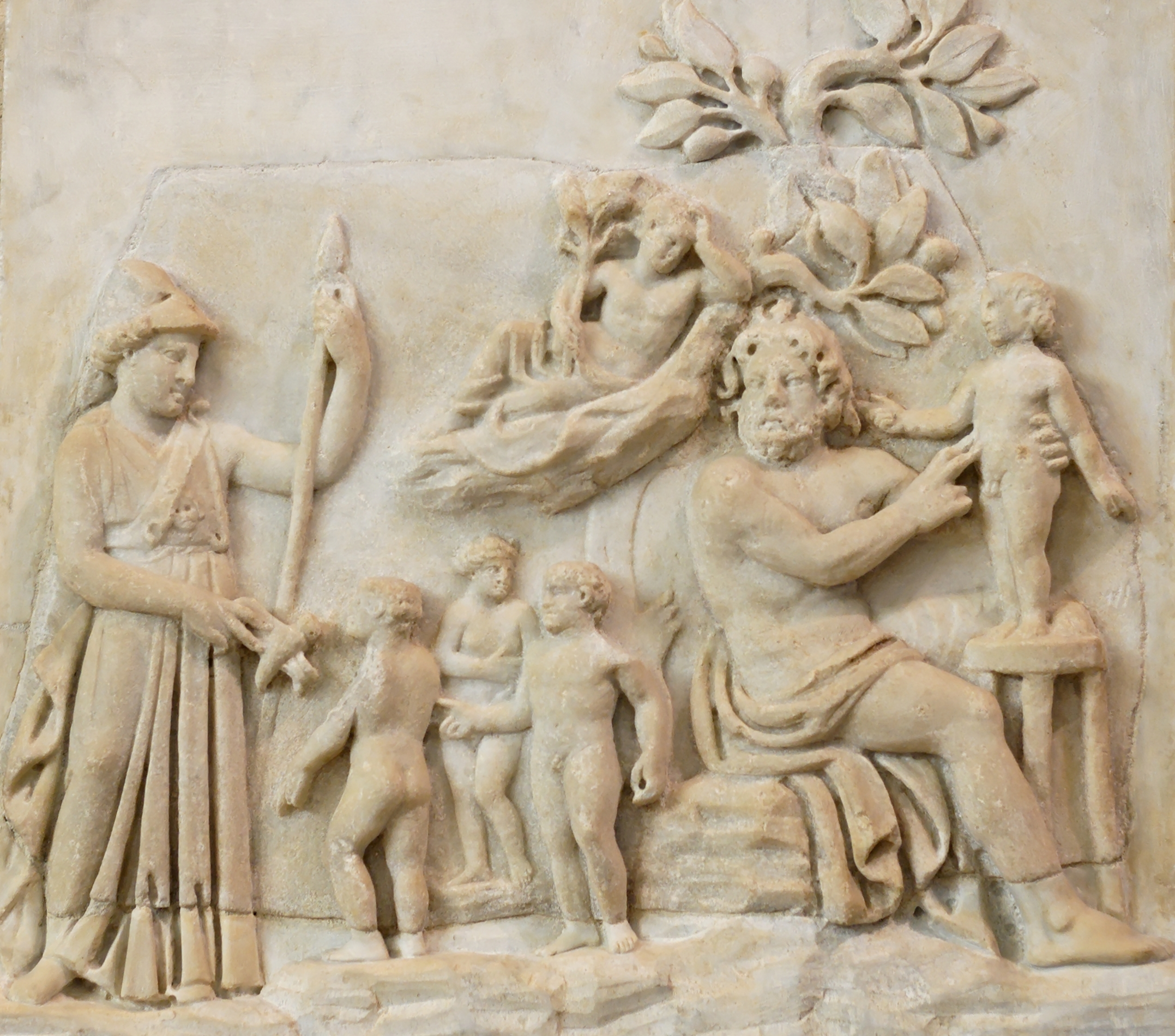
찰흙을 빚어 인간을 창조하고 있는 프로메테우스와 이것을 보고 있는 아테나 (로마시대 부조, 3세기)

프로메테우스(그리스어: Προμηθεΰς, 영어: Prometheus)는 고대 그리스 신화에서 올림포스의 신들보다 한 세대 앞서는 티탄족에 속하는 신이다. '먼저 생각하는 사람, 선지자(先知者)'라는 뜻이다. 티탄족인 이아페토스의 아들이며, 아틀라스, 에피메테우스, 메노이티오스, 헤스페로스와 형제였다.
대양신 오케아노스와 테티스의 딸인 님프 클리메네 혹은 아시아가 그의 어머니이며, 아내는 그의 이모이자 사촌인 오케아노스와 테티스의 딸 헤시오네이다. 일설에는 오케아노스와 테티스의 다른 딸인 아시아가 그의 아내라고도 한다. 아들은 데우칼리온이다.
헤시오도스 《신통기》에 따르면, 프로메테우스는 제 1세대 티탄족인 이아페토스와 바다의 요정인 클리메네(혹은 아시아) 사이 탄생하였다. 프로메테우스는 본디 티탄 신들의 심부름꾼 역할을 맡았다고 한다.
프로메테우스가 고대 그리스 신화에서 비중을 차지하는 부분은 그와 제우스 사이 벌어진 권력 다툼이다. 아래에서 볼 권력 다툼은 고대 그리스의 문학과 철학에서 즐겨 다루는 소재다.

## 프로메테우스의 신화
헤시오도스의 《신통기》에 따르면, 인간이 신에게 바칠 제물을 두고서 신과 협정을 맺을 때, 소의 뼈를 가지런히 정렬하여 이를 윤기가 흐르는 비계로 감싸고, 살코기와 내장을 가죽으로 감싸 제우스 신에게 무엇을 가져갈 것인지 선택하게 하였다고 한다. 프로메테우스의 계락을 간파한 제우스는 분노하여 인류에게서 불을 빼앗았다.
하지만 프로메테우스는 제우스를 속이고 꺼지지 않는 불을 회양목 안에 넣어 인간에게 몰래 주었다. 분노한 제우스는 인간을 벌하기 위해 최초의 여자인 판도라를 만들어 그의 동생인 에피메테우스(행동한 뒤 생각하는 사람이라는 뜻)에게 보내고, 프로메테우스의 만류에도, 에피메테우스가 그녀를 아내로 맞이하게 된다. 이 일로 말미암아 "판도라의 상자" 사건이 발생하여 인류에게 재앙이 찾아오게 된다.
또 그는 예언하는 능력을 갖추었는데, 제우스가 자신의 미래를 묻자 알려주길 거부하였고, 이 때문에 제우스의 분노를 사 코카서스 산 바위에 쇠사슬로 묶여 독수리에게 간을 쪼아먹히게 되었다. 후일 헤라클레스가 독수리를 죽이고 그를 구해 주었다. 헤라클레스가 12과업을 할 때 아틀라스의 꾐에 빠지지 않도록 도와준 게 프로메테우스라고도 한다.

## 같이 보기
- 제우스
- 헤라클레스
- 에피메테우스
- 티탄 족
- 아틀라스
- 에아
- 루시퍼
- 프로메테우스주의
- 오만 (자기애)
- 파우스트
- 빅터 프랑켄슈타인

## 관련 서적
- 홍사석, 살아있는 지중해 신화와 그리스신들
- 유시주, 거꾸로 읽는 그리스 로마 신화 (푸른나무, 1996)